# مسجد عبد الله بن عمر (العراق)
مسجد عبد الله بن عمر من مساجد العراق التراثية القديمة، ويقع في جانب الرصافة من مدينة بغداد بمحلة رأس الساقية في شارع النقيب، وبني في عهد الدولة العثمانية، وجرى تعميره وتجديد بناءه عام 1408هـ/1988م، ويوجد في المسجد ثلاثة قبور تعود إلى افراد من العائلة التي بنته، وتبلغ مساحته 600م2، ويتسع الحرم لأكثر من 100 مصل، والمسجد مستلم من قبل ديوان الوقف السني في العراق وحالتهُ مضبوطة وتقام فيهِ حاليا الصلوات الخمس المكتوبة فقط.